# Candice Wiggins
Pour les articles homonymes, voir Wiggins.
Candice Wiggins, née le 14 février 1987 à Baltimore (Maryland), est une joueuse américaine de basket-ball.

## Biographie
Candice Wiggins est née à Baltimore, Maryland. Son père, Alan Wiggins joua en Ligue majeure de baseball pour les Orioles de Baltimore. Lorsqu'il arrête sa carrière, celui-ci part avec toute sa famille s'installer à San Diego en Californie. Il décède du sida, contracté suite des injections de drogue, peu après le déménagement, alors que Candice n'est âgée que de quatre ans. Auparavant, alors qu'elle était âgée de trois ans, elle eut un grave accident de voiture et faillit perdre un œil. Quand il annonce sa séropositivité en novembre 1991, Magic Johnson devient un modèle pour la famille.
Elle intègre le lycée « La Jolla Country Day School » à La Jolla, Californie, où elle excelle en volley-ball, athlétisme et surtout en basket-ball. Elle mène son lycée à la finale du championnat de l'État au cours de ses quatre saisons, en remportant deux. Elle rejoint ensuite l'Université Stanford. Elle devient la première joueuse de première année (freshman) à obtenir le titre de Pac-10 player of the year - joueuse de l'année de la Conférence Pac-10 - titre qu'elle remporte à trois reprises ce qu'elle est la seule à réussir dans l'histoire de cette conférence. Stanford perd en finale du Final Four contre Tennessee pour sa saison senior en 2008. Durant le tournoi final de la NCAA, Wiggins réalise 44 points, puis 41 lors du deuxième tour puis du Elite Eight (équivalent d'un quart de finale), devenant ainsi la première joueuse à réaliser plus de 40 points à plusieurs reprises lors du même tournoi final de la NCAA. Wiggins remporte cette même année le Wade Trophy, récompensant la meilleure joueuse universitaire du pays. Elle devient meilleure marqueuse de l'histoire de l'université de la Pac-10 avec 2 629 points. Elle détient également le meilleur total d'une joueuse réalisé au cours de la même saison avec 787 points réalisés lors de l'année 2008. Ses 281 interceptions constituent également le record de l'université de Stanford dans cette catégorie statistique. Elle devient également la première joueuse à être nommée All-America à quatre reprises.

### WNBA
Elle est sélectionnée au troisième rang de la draft WNBA 2008 par le Lynx du Minnesota. Wiggins est nommée rookie du mois de juin 2008, puis remporte le trophée de Sixth Woman of the Year de la saison WNBA 2008.
Lors de sa seconde saison dans la ligue, elle fait partie du cinq majeur lors des 34 rencontres de la phase régulière. Elle met à profit les 29 minutes de moyenne que lui accorde son entraîneur pour inscrire 13,1 points, prendre 2,9 rebonds et délivrer 2,6 passes. La franchise des Lynx termine à la cinquième place de la conférence Ouest avec un bilan de 14 victoires pour 20 défaites. Durant cette saison, elle reçoit le premier titre de meilleure joueuse de la semaine (de la conférence Ouest) pour des performances de 23,5 points, 4,5 passes, 4,0 rebonds et 2.5 interceptions lors de deux victoires des Lynx.
Le Lynx commence la saison 2010 sans deux de ses joueuses majeures, Seimone Augustus, qui se remet d'une opération au genou gauche pour une tumeur détectée la saison précédente, et Candace Wiggins, blessée au genou. De retour sur les parquets le 1er juin 2010, elle est victime d'une rupture du talon d'Achille le 23 juin 2010 ce qui met un terme à sa saison. Ses performances sur sa courte saison sont de 13,8 points, 2,8 rebonds et 2,1 passes en 29,8 minutes.
Elle est impliquée dans un transfert en mars 2013 qui l'envoie au Shock de Tulsa.
En mars 2015, elle signe avec le Liberty de New York. En mémoire de son père décédé, elle ne porte plus son ancien numéro 11 du Lynx, mais le numéro 2 qui portait son père dans sa carrière sportive.
En mars 2016, elle annonce sa retraite sportive à l'âge de 29 ans puis en juillet son intention de reprendre la compétition en volley-ball.
En février 2017, elle effectue des déclarations polémiques en affirmant avoir été victime de brimades en raison de son orientation sexuelle en prétendant que « 98 % des joueuses sont homosexuelles », ce qui lui vaut de nombreuses réfutations de la part de la présidente de la WNBA Lisa Borders et de joueuses comme Devereaux Peters, Chantel Tremitiere, Simone Ewards ou Imani Boyette et les entraîneures Tara VanDerveer ou Geno Auriemma.

### Europe
Candace Wiggins évolue également en Europe. Elle rejoint en janvier 2009 le club espagnol de Ros Casares Valence qu'elle aide à remporter la coupe de la Reine. Elle dispute également ses premières rencontres lors de la compétition majeure en Europe, en Euroligue, compétition où elle présente des statistiques de 8,3 points, 2,3 rebonds et 0,5 passe en 15 minutes. Elle remporte également le titre de championne d'Espagne. Après cette première expérience en Europe, elle évolue lors de la saison 2009-2010 dans un autre championnat, en Grèce. Elle rejoint le club de Athinaïkós Výronas. Le club réalise une saison couronnée de trois titres, le championnat de Grèce et coupe de Grèce sur la scène nationale, et l'Eurocoupe. Lors de cette dernière compétition, elle dispute 16 rencontres, pour des statistiques de 15,1 points, 3,8 rebonds et 2,6 passes. Elle est également nommée meilleure joueuse de la compétition.
En 2013-2014, elle joue au Maccabi Bnot Ashdod qui se classe deuxième de la saison régulière, Ashdod remporte le titre de champion en play-offs 3 à 1 face à Elitzur Ramla.

## Palmarès
- Championnat d'Israël : 2014[16]

## Distinctions personnelles
- Meilleure sixième femme de la saison WNBA 2008[17]
- WNBA All-Rookie Team 2008 [18]